# AC Minervén FC
Minervén Fútbol Club war ein venezolanischer Fußballverein aus Ciudad Guayana. Der 1985 gegründete Verein wurde 1996 venezolanischer Meister und löste sich 2022 auf.

## Geschichte

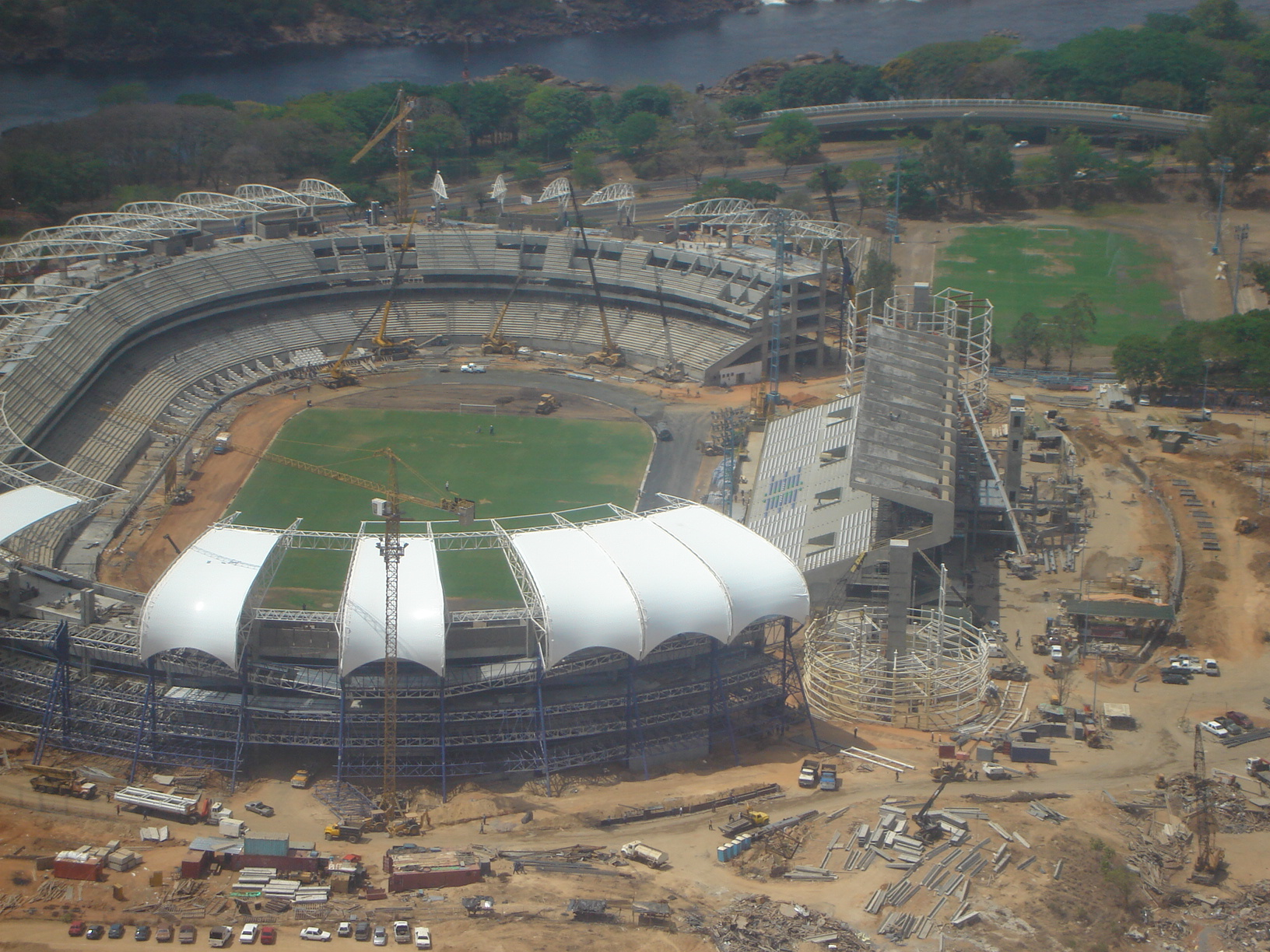
Das Stadion des Vereins, das Estadio Polideportivo Cachamay

Minervén FC wurde am 15. Januar 1985 als Club Minervén in Ciudad Guayana gegründet. Der Verein brauchte nur kurze Zeit, um sich im Profifußball Venezuelas festzusetzen und wurde 1992 nur sieben Jahre nach der Vereinsgründung Tabellenzweiter. 1992/93 und 1994/95 wurde man zwei weitere Male Vizemeister. In der Spielzeit 1995/96 gewann Minervén FC seine erste und bis heute auch einzige venezolanische Fußballmeisterschaft. Einen weiteren Titel konnte der Verein nicht gewinnen. Nach einigen Jahren im Mittelfeld der Primera División stieg man 2005 in die Segunda División ab. 2007 änderte der Verein seinen Namen und nannte sich fortan Asociación Civil Minervén Bolívar Fútbol Club, was wenig später wieder geändert wurde. Nach finanziellen Schwierigkeiten nach der Saison 2010 nahm er nicht mehr an offiziellen Wettbewerben teil und gründete sich 2015 als Minervén Fútbol Club neu. Er nahm wieder am Spielbetrieb der Tercera División teil und schaffte 2020 den Aufstieg in die Segunda División. Nach nur einer Saison musste Minervén wegen finanzieller Probleme aufgelöst werden.
Minervén FC feierte in den Neunzigerjahren auch auf kontinentaler Ebene Erfolge. Dabei ist vor allem das Erreichen des Viertelfinales in der Copa Libertadores 1994 zu nennen. In der Gruppenphase wurde der Verein Dritter hinter Club Bolívar und The Strongest La Paz, beide aus Bolivien, und vor dem Ligakonkurrenten Marítimo Caracas und erreichte durch diesen dritten Platz das Achtelfinale. Dort traf man auf den ecuadorianischen Vertreter Emelec Guayaquil. Das Hinspiel gewann Minervén in Guayaquil mit 2:0, musste aber im Rückspiel eine 1:3-Niederlage hinnehmen. Das fällige Elfmeterschießen entschied Minervén für sich und zog ins Viertelfinale ein. Auch dort sorgte man zunächst für Furore, als man im Hinspiel beim argentinischen Vertreter CA Vélez Sarsfield ein torloses Remis erreichte. Das Rückspiel in Venezuela ging jedoch mit 0:2 verloren und Minervén FC schied gegen den späteren Turniersieger aus Buenos Aires aus. Minervén FC nahm noch drei weitere Male an der Copa Libertadores teil und erreichte immer das Achtelfinale. Bei der Copa Libertadores 1993 scheiterte man an Flamengo Rio de Janeiro, 1996 an América de Cali und 1997 an Club Bolívar.

## Erfolge
- Primera División: 1× (1995/96)
- Copa Libertadores: Viertelfinale 1994
- Copa Conmebol: Viertelfinale 1994